# Distretto di Bagram
Il distretto di Bagram è un distretto dell'Afghanistan appartenente alla provincia del Parvan.